# Hušbišag
Hušbišag oder auch Hushbishag ist eine sumerische Göttin der Unterwelt. Sie ist die Gemahlin des Gottes Namtar und die Mutter der Göttin Hemdikug.